# Cyclo-cross de Harnes
Le cyclo-cross de Harnes est une ancienne course de cyclo-cross se déroulant en février et organisée à Harnes, en France dans le département du Pas-de-Calais. L'épreuve a été créée en 1987 comme compétition nationale avant de devenir une manche du Superprestige des éditions 1990-1991 à 2003-2004. La dernière édition s'est déroulée à Raismes dans le Nord sous le nom de Cyclo-cross Porte du Hainaut.

## Palmarès

### Hommes élites
| Année                        | Vainqueur           | Deuxième            | Troisième              |
| ---------------------------- | ------------------- | ------------------- | ---------------------- |
| Cyclo-cross de Harnes        |                     |                     |                        |
| 1987                         | Bruno Lebras        | Laurent Cailleau    | Christian Dejonckheere |
| 1988                         | Johan Ghyllebert    | Laurent Cailleau    | Wim Lambrechts         |
| 1989                         | Roland Liboton      | Miloaslaw Kvasnicka | Bruno Lebras           |
| 1990                         | Paul De Brauwer     | Danny De Bie        | Edward Piech           |
| 1991                         | Wim Lambrechts      | Martin Hendriks     | Kurt De Roose          |
| 1992                         | Martin Hendriks     | Radomír Šimůnek sr. | Thomas Frischknecht    |
| 1993                         | Daniele Pontoni     | Danny De Bie        | Cyrille Bonnand        |
| 1994                         | Paul Herijgers      | Daniele Pontoni     | Richard Groenendaal    |
| 1995                         | Richard Groenendaal | Adrie van der Poel  | Radomír Šimůnek sr.    |
| 1996                         | Richard Groenendaal | Luca Bramati        | Adrie van der Poel     |
| 1997                         | Adrie van der Poel  | Richard Groenendaal | Luca Bramati           |
| 1998                         | Richard Groenendaal | Adrie van der Poel  | Peter Van Santvliet    |
| 1999                         | Adrie van der Poel  | Sven Nys            | Mario De Clercq        |
| 2000                         | Richard Groenendaal | Sven Nys            | Mario De Clercq        |
| 2001                         | Bart Wellens        | Richard Groenendaal | Sven Nys               |
| 2002                         | Richard Groenendaal | Erwin Vervecken     | Sven Vanthourenhout    |
| 2003                         | Sven Nys            | Peter Van Santvliet | Bart Wellens           |
| Cyclo-cross Porte du Hainaut |                     |                     |                        |
| 2004                         | Niels Albert        | Bart Wellens        | Maxime Lefebvre        |

### Hommes espoirs
| Année                        | Vainqueur             | Deuxième              | Troisième        |
| ---------------------------- | --------------------- | --------------------- | ---------------- |
| Cyclo-cross de Harnes        |                       |                       |                  |
| 2003                         | Thijs Verhagen        | Wesley Van Der Linden | Bart Aernouts    |
| Cyclo-cross Porte du Hainaut |                       |                       |                  |
| 2004                         | Wesley Van Der Linden | Bart Aernouts         | Klaas Vantornout |

### Hommes juniors
| Année                        | Vainqueur     | Deuxième            | Troisième           |
| ---------------------------- | ------------- | ------------------- | ------------------- |
| Cyclo-cross de Harnes        |               |                     |                     |
| 2002                         | Kevin Pauwels | Nick Sels           | Krzysztof Kuzniak   |
| 2003                         | Lars Boom     | Eddy van IJzendoorn | Sebastian Langeveld |
| Cyclo-cross Porte du Hainaut |               |                     |                     |
| 2004                         | Niels Albert  | Maxime Debusschere  | Jeroen Dingemans    |